# Robert Loh
Robert Loh (nascido em 24 de janeiro de 1946) é um ex-nadador de Hong Kong. Ele competiu nas Olimpíadas de 1964 e nos Jogos Olímpicos de 1968.